# Elegestolepidida
Elegestolepidida è un ordine di pesci cartilaginei primitivi caratterizzati da scaglie dermiche simili a quelle dei condritti, con corone a singolo odontode che ricordano quelle degli euselaci. I fossili di elegestolepididi sono stati rinvenuti in formazioni siluriane, ed esemplari di questo gruppo provengono da diverse località, tra cui Siberia, Mongolia, Tuva e l'Artico canadese.

## Descrizione
Le scaglie di Elegestolepis presentano un sistema di canali dentali e strutture ossee tipiche dei condritti. Le scaglie più giovani mostrano la crescita e l'allungamento della corona dell'odontode e la formazione di canali nel collo. Questo schema ontogenetico, noto come "morfogenesi tipo Elegestolepis", è stato osservato anche in altri generi come Kannathalepis ed Ellesmereia del Devoniano inferiore. Le scaglie di Elegestolepis sono prive di smalto e osteoni ossei basali, un tratto distintivo dei pesci cartilaginei.

## Classificazione
L'ordine Elegestolepidida è stato creato per unificare generi come Elegestolepis, Kannathalepis, ed Ellesmereia che condividono caratteristiche simili nelle scaglie. L'ordine è distinto nelle famiglie Elegestolepididae (comprendenti Elegestolepis, Ellesmereia e Deltalepis) caratterizzata dalla ramificazione della polpa e un singolo canale nel collo, e Kannathalepididae (con il solo Kannathalepis); quest'ultima presenta scaglie con polpa non ramificata e canali multipli nel collo.

## Paleoecologia e distribuzione
Gli esemplari di Elegestolepidida sono stati recuperati da formazioni geologiche del Siluriano, inclusi strati come la Formazione Chargat in Mongolia (Llandovery–Wenlock inferiore) e la Formazione Baital in Tuva (Wenlock–Ludlow). Questi fossili suggeriscono che gli Elegestolepidida erano presenti in ambienti marini.

## Significato evolutivo
Le scaglie monodontode degli Elegestolepidida rappresentano la forma più antica di sviluppo di questo tipo di struttura nel gruppo dei condritti, distinguendosi dalle scaglie placoidi degli euselaci. La scoperta delle scaglie in stadi di sviluppo diversi fornisce importanti informazioni sul processo di crescita e sulla morfogenesi di queste strutture.